# Wolne skojarzenia
Wolne skojarzenia – inaczej swobodne skojarzenia. Podstawowa technika terapeutyczna psychoanalizy. Wprowadzona przez Zygmunta Freuda już w pierwszych latach praktyki psychoanalitycznej. Reguła wolnych skojarzeń określana była też jako reguła podstawowa.
Wolne skojarzenia polegają na wypowiadaniu wszystkich treści, które przychodzą na myśl w związku z zadanym tematem (tematem jest zwykle czynność pomyłkowa, przejęzyczenie lub element marzenia sennego). Należy przy tym odrzucić wszelką krytykę, twierdzenie, że myśl, która przyszła jest bez związku z tematem, bezsensowna, krępująca, tendencyjna. Wypowiadane w ten sposób myśli tworzą łańcuch skojarzeniowy. Związek jaki mają te myśli ze zadanym tematem ujawnia się w trakcie analizy.
Wypowiadanie myśli, które przychodzą pacjentowi do głowy wiąże się z pewnym świadomym wysiłkiem. Wysiłek ten jest konieczny aby pokonać stłumienie, czyli przywrócić do pola świadomości te myśli, od których świadomość uciekała.